# Breitenthal (Bawaria)
Breitenthal – miejscowość i gmina w Niemczech, w kraju związkowym Bawaria, w rejencji Szwabia, w regionie Donau-Iller, w powiecie Günzburg, wchodzi w skład wspólnoty administracyjnej Krumbach (Schwaben). Leży około 25 km na południe od Günzburga, nad rzeką Günz.

## Dzielnice
W skład gminy wchodzą następujące dzielnice:
- Breitenthal
- Nattenhausen
- Oberried

## Demografia
| Rok  | Liczba mieszk. |
| ---- | -------------- |
| 1970 | 995            |
| 1987 | 954            |
| 2000 | 1 221          |

## Polityka
Wójtem gminy jest Gabriele Wohlhöfler, rada gminy składa się z 12 osób.
|      | FWG | FWG Nattenhausen | Razem |
| 2008 | 8   | 4                | 12    |
| 2002 | 7   | 5                | 12    |